# Hilaroleopsis pluricostata
Hilaroleopsis pluricostata là một loài bọ cánh cứng trong họ Cerambycidae.